# Kapellen an der Fleuth
Kapellen an der Fleuth (bis 2020: Kapellen) ist eine Ortschaft, die am unteren Niederrhein im Nordwesten von Nordrhein-Westfalen liegt. Die ehemalige Gemeinde Kapellen ist ein Ortsteil von Geldern und zählt 2782 Einwohner (Stand: 1. Juni 2025).

## Geographie
Kapellen  an der Fleuth liegt linksrheinisch im niederrheinischen Tiefland. Es wird durchflossen von der Issumer Fleuth, einem Zufluss der Niers. Zum Ortsgebiet gehören die Ortschaft Aengenesch sowie die Bauerschaften Boeckelt, Vorsum, Waterhuck, Wörchem und Zitterhuck.
Benachbarte Orte sind Sonsbeck im Norden, Kevelaer im Westen, Alpen im Osten sowie Issum und Geldern im Süden.

## Geschichte
Im Jahr 1250 wird der Ort Capelle zum ersten Mal urkundlich erwähnt. Die namensgebende Kapelle wurde an der Römerstraße von Xanten nach Straelen erbaut. Die Pfarrkirche St. Georg wird 1305 im Xantener Zehntregister genannt. Am 3. März 1336 verkauft der Ritter Luef von Beerenbroeck die Gerichtsbarkeit und das Kirchenpatronat Capellen an Rainald II. von Geldern. Dieser war bereits 1326 Lehnsherr über das Dorf Capellen geworden.
Capellen wurde mehrfach von Bränden heimgesucht. Am 11. November 1690 brannte die Kirche komplett nieder. Am 14. Juli 1792 wurden 27 Häuser und 16 Scheunen durch Feuer vernichtet. Auch das Pfarrhaus war betroffen, die Kirche konnte gerettet werden. Am Vorabend des Weißen Sonntags 1810 brannten 32 Häuser und 16 Scheunen nieder. 1908 wurde die Freiwillige Feuerwehr gegründet, da ein Brand des Bauernhofes der Familie Beerenbrouck auf Grund zu weniger Helfer trotz vorhandener Pferdekarre mit Handspritze nicht hatte gelöscht werden können.
Von 1798 bis 1814 stand Capellen unter französischer Herrschaft. Während dieser Zeit bildete Capellen eine Mairie nach französischem Vorbild und gehörte zum Kanton Geldern im Arrondissement Kleve des Rur-Departements. Nachdem 1815 der gesamte Niederrhein auf dem Wiener Kongress dem Königreich Preußen zugeschlagen wurde, kam Capellen am 23. April 1816 im Zuge der Preußischen Verwaltungsorganisation zum neuen Kreis Geldern als einem von über 40 Kreisen der Provinz Jülich-Kleve-Berg, der späteren Rheinprovinz. Aus der Mairie Capellen der Franzosenzeit wurde die preußische Bürgermeisterei Capellen.
Während der Zeit des Nationalsozialismus wurde die historische Schreibweise Capellen in Kapellen geändert.
Am 1. Juli 1969 wurde die Gemeinde Kapellen im Rahmen des ersten kommunalen Neugliederungsprogramms in die Stadt Geldern eingemeindet, die seit dem 1. Januar 1975 zum Kreis Kleve gehört. Durch Beschluss des Hauptausschusses der Stadt Geldern im Januar 2020 wurde der Ort von Kapellen in Kapellen an der Fleuth umbenannt.

## Wappen

Wappen der ehemaligen Gemeinde Kapellen

Blasonierung: In Blau ein silbernes (weißes) Ankerkreuz, das auf dem rechten Arm des Querbalkens eine silberne (weiße) Kapelle mit roten Dächern und rotem Kreuz und unter dem linken Querbalken einen goldenen (gelben) rotbewehrten doppelgeschwänzten Löwen zeigt.
Bedeutung: Das Ankerkreuz steht für den hl. Georg, den Schutzpatron des Ortes. Die Kapelle (Kapellen) spiegelt den Namen des Ortes wider und der geldrische Löwe symbolisiert die Zugehörigkeit zu Geldern.

## Sehenswürdigkeiten

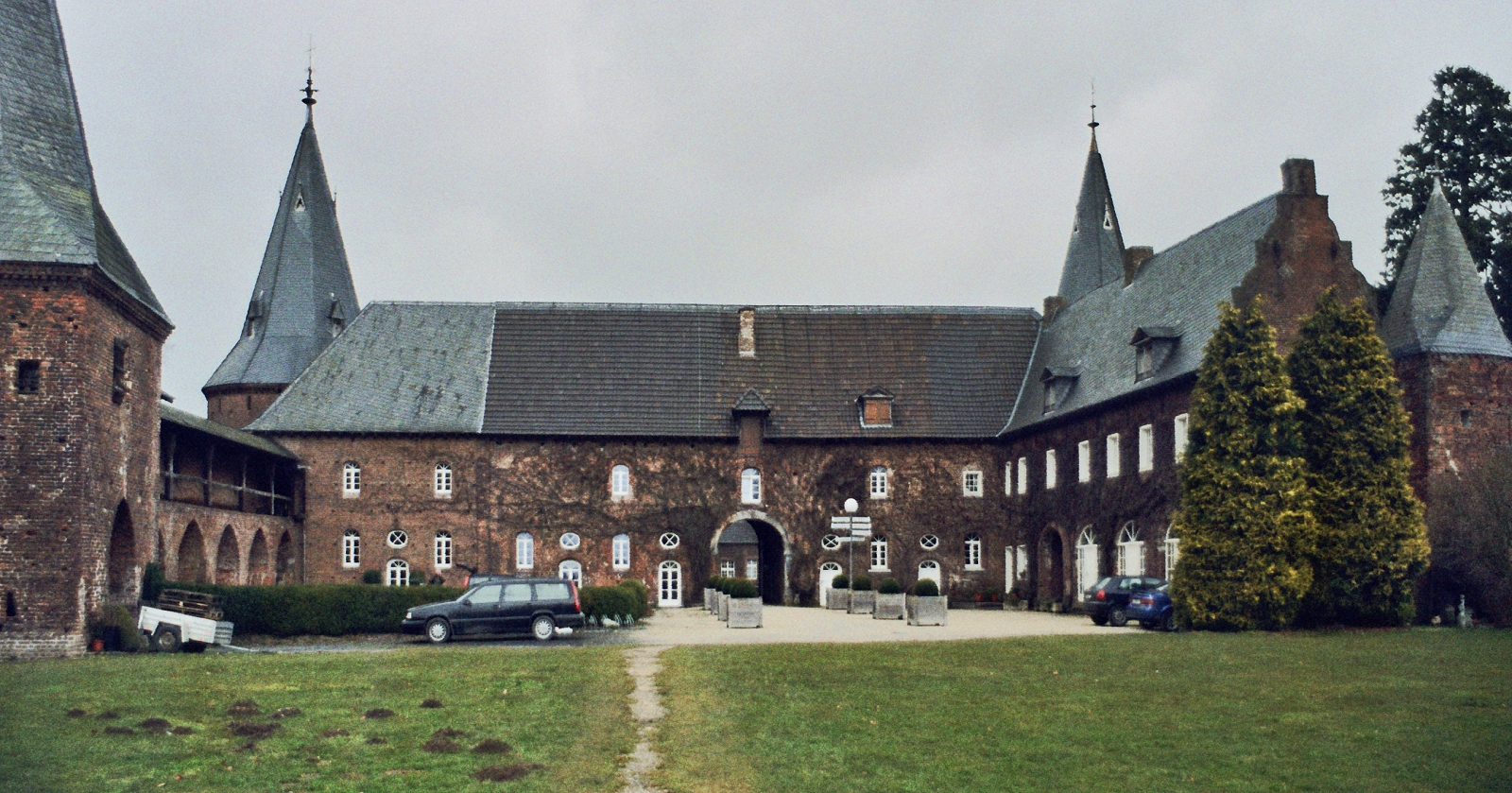
Schloss Haag

### Schloss Haag
Das Wasserschloss Haag ist eine spätmittelalterliche Anlage aus dem 15. Jahrhundert. Die erste Erwähnung datiert von 1337, wo es als ein Lehen des Grafen von Kleve als „boff in ghen Haege by Gelre“ im Besitz eines Konrad van Issem ist. Gemäß Vertrag vom 29. Dezember 1618 wurde es Besitz von Adriaan von und zu Hoensbroech. Seit dieser Zeit ist das Schloss in der zwölften Generation im Familienbesitz. Das Haupthaus von 1664 wurde 1945 restlos zerstört. Die zwei hintereinander angeordneten Vorburgen sind erhalten. Die Front der zweigeschossigen inneren Vorburg von 1688 mit annähernd quadratischem Grundriss und mittelalterlichem Kern wird von zwei großen Rundtürmen mit sechsseitigen gotischen Spitzhelmen flankiert. Ein quadratisches Turmtor mit gotischem Knickhelm bildete ursprünglich den Zugang zur Burg.

### Pfarrkirche St. Georg
Die Pfarrkirche ist eine dreischiffige gotische Pseudobasilika aus der ersten Hälfte des 15. Jahrhunderts. Ältestes Ausstellungsstück ist eine Figurengruppe der hl. Anna vom Anfang des 16. Jahrhunderts. Sehenswert ist auch die Kanzel von 1714 und der Hochaltar aus dem Jahre 1888.

### Haus Beerenbrouck
Der Hof Beerenbrouck wurde bereits 1331 erwähnt. In seiner jetzigen Form ist es ein zweigeschossiges Herrenhaus, das um 1800 gebaut wurde. Durch einen Brand wurde das Haus im Jahr 1908 teilweise zerstört, das Feuer vernichtete den angeschlossenen Bauernhof völlig. Das Haus wurde am 15. Oktober 1986 unter der Nummer A 24 in die Denkmalliste aufgenommen.

## Persönlichkeiten aus Kapellen an der Fleuth
- Johannes Oerding (* 1981), deutscher Popsänger und Songwriter